# محافظة كان هوا
محافظة كان هوا  ( بالفيتنامية : Khánh Hòa ) هي إحدى محافظات فيتنام. وتقع في الساحل وسط جنوبي.

## روابط إضافية
- Official website of the provincial government نسخة محفوظة 8 أكتوبر 2020 على موقع واي باك مشين.
- Official news agency off the province نسخة محفوظة 23 ديسمبر 2017 على موقع واي باك مشين.
- Khanh Hoa Province map
- نسخة محفوظة 4 يناير 2007 على موقع واي باك مشين.
- Nha Trang Sea Festtival Website نسخة محفوظة 11 سبتمبر 2007 على موقع واي باك مشين.
- Tour Guide to Nha Trang
- Khanh Hoa Online
- About Nha Trang Festival نسخة محفوظة 26 مايو 2019 على موقع واي باك مشين.